# 楊成 (嘉靖丙辰進士)
楊成（1521年—1601年），字汝大，號震涯、震崖、震厓，直隸蘇州府長洲縣人，祖籍常州府無錫縣。明朝政治人物，官至南京兵部尚書。

## 生平
嘉靖十九年庚子科（1540年）應天府鄉試第七十八名。嘉靖三十五年（1556年）丙辰科進士。刑部观政，授工部主事，三十八年升员外，四十一年遷郎中，四十三年升浙江副使，隆慶元年八月升四川左參政，四年六月升江西按察使，五年正月升本省右布政使，九月升广西左布政使，万历元年十二月升应天府府尹，二年六月升都察院右副都御史、巡抚江西，四年三月升工部右侍郎，五年轉左侍郎，八年八月升南京工部尚書，九年改南京兵部，十年十一月改南京礼部，十一年十二月以病乞休。十五年十二月起复南京吏部尚书，十七年五月改南京兵部尚书、参赞机务，以七十疏乞休，十九年二月加太子少保致仕，二十三年十一月以原官起掌南京都察院事，以病累辞，二十四年九月准以原官致仕，二十九年七月卒，年八十，諡莊簡。

## 著作
有《莊簡公集》。

## 家族
北宋杨时之后。曾祖楊源；祖父楊瓊；父楊啟明。母朱氏。兄杨咸。